# Andy Gregger
Andy Gregger ist ein ehemaliger österreichischer Skispringer.
Gregger erreichte in der Weltcup-Saison 1993/94 insgesamt zwei Weltcup-Punkte und belegte damit am Ende der Saison punktgleich mit dem Deutschen Sven Hannawald, dem Slowenen Samo Gostiša und seinem Landsmann Martin Höllwarth den 90. Platz in der Weltcup-Gesamtwertung.

## Erfolge

### Weltcupplatzierungen
| Saison  | Platz | Punkte |
| ------- | ----- | ------ |
| 1993/94 | 90.   | 02     |